# Вулиця Сполучна (Львів)
Вулиця Сполучна — вулиця в Залізничному районі міста Львів, місцевість Білогорща. Сполучає вулиці Ганцова та П'ясецького.

## Історія та забудова
Сучасну назву вулиця отримала у 1958 році. Забудована приватними одноповерховими садибами 1930-х—2000-х років. Зберігся один старовинний дерев'яний будинок (№ 14).